# Bandera de Castellterçol
La bandera oficial de Castellterçol té la següent descripció:
Bandera apaïsada de proporcions dos d'alt per tres de llarg, blava amb el castell i els tres sols grocs de l'escut al centre; d'una altura de 5/6 i una amplada de 4/9.

## Història
Va ser aprovada el 20 de novembre de 1995 i publicada en el DOGC el 5 de desembre del mateix any amb el número 2139.
El conjunt del castells i els tres sols, castell-tres-sols, és un senyal parlant.